# ロシア領大連

ロシア領大連
Дальний
Квантунская Область
（ロシア語）

国の標語: Съ нами Богъ!（ロシア語）
神は我らと共に！国歌: 
"Боже, Царя храни!"
"神よ、ツァーリを護り給え!"
大連の地図

ロシア領大連（ロシアりょうだいれん / ロシア語：Дальний, 若しくはクヴァントゥンスカヤ州：Квантунская Область）は、1898年の露清条約で清から租借され、1905年の日露戦争による日本への租借権の割譲まで存在した租借地である。

## 経緯
ロシアは1897年に満洲に鉄道を敷設する為に清国との秘密協定を結ぼうと考えていた。この頃の黄海ではドイツが青島の植民地化に成功し、この行動に警戒したロシアは同年12月15日に艦隊を大連港に入港させ、翌年3月にロシアは旅順・大連租借に関する露清条約に署名して、大連の25年間（1923年まで）の租借権及び東清鉄道の鉄道附属地の権利を得る事になった。

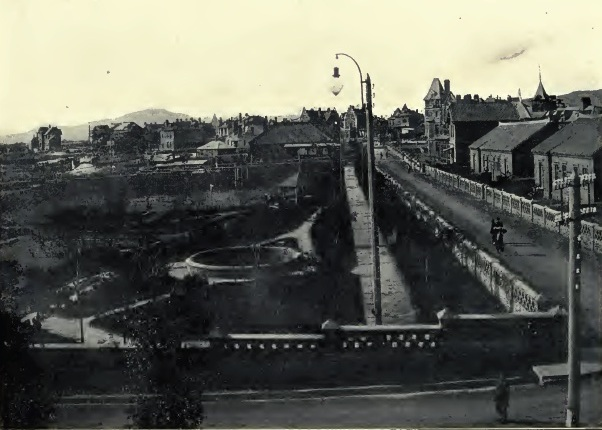
ロシア統治下の大連の公式区 (1904年)

## 統治

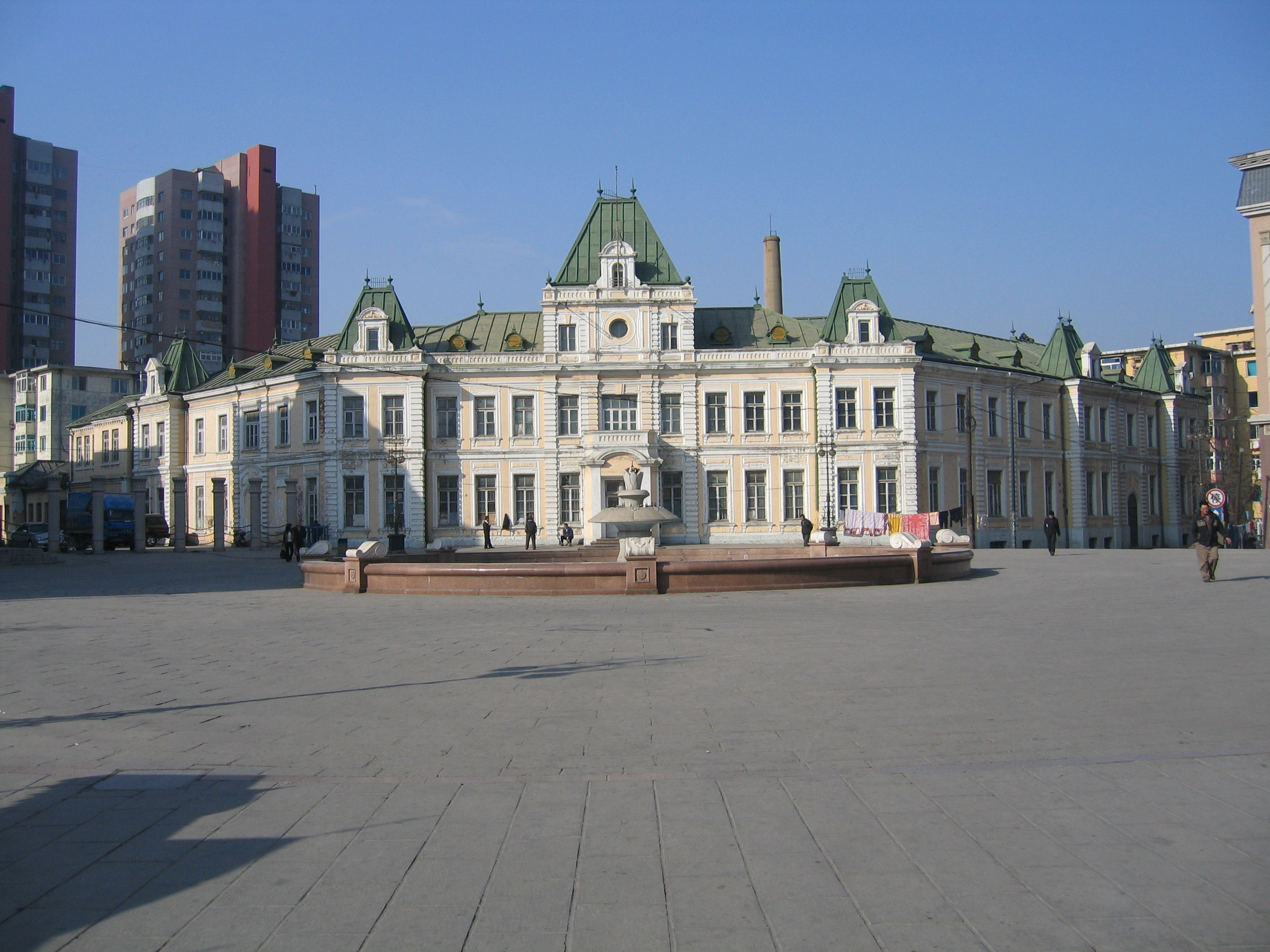
ロシア大連庁舎（1900年頃建設）

大連は統治開始から極東地域における重要なロシア帝国の軍事拠点と化した。正式に租借される前年の1897年には既に1万2500人のロシア軍が旅順周辺に駐在していて、さらに7年後の1904年には3万5000人に軍事増強された。
1899年にウラジオストクの設計に携わったロシア技術者のサハロフ（ロシア語：Сахаров）は、ロシア領大連の開発計画を行う為に選別された。元々中国の漁村が点在しているような地域を建設を二部構成で行い、上海などに匹敵するような巨大な港湾都市に組み立て、全ての地域に近代的な水道設備の供給を求めた。
大連の開発も1904年までにはかなり発展し、駐米ロシア大使は
「ハルビンと大連はロシアの進歩と文明の記念碑だ。」
と宣言するほど栄えた都市となった。

## 終焉
租借地では1904年8月から翌年1月にかけて旅順攻囲戦が行われ、この戦いで日本が勝利した事でロシア帝国による大連の統治は幕を閉じた。
- 初の総攻撃（1904年8月19日 ~ 24日）
- 二回目の総攻撃前半戦（1904年9月19日 ~ 22日）
- 二回目の総攻撃後半戦（1904年10月26日 ~ 30日）
- 三回目の総攻撃（1904年11月26日 ~ 12月6日
- ロシア軍の降伏 （1905年1月1日）